# Brives (Indre)
Brives település Franciaországban, Indre megyében. Lakosainak száma 239 fő (2022. január 1.). Brives Meunet-Planches, Sainte-Fauste, Thizay és Vouillon községekkel határos.

## Népesség
A település népességének változása:
| Lakosok száma | 226  | 190  | 191  | 265  | 273  | 266  | 258  | 249  | 245  | 239  |
|               | 1968 | 1982 | 1990 | 2006 | 2013 | 2015 | 2017 | 2019 | 2020 | 2022 |